# Coupe du Trône 2012-2013
La Coupe du Trône 2012-2013 di calcio è stata la 56ª edizione del torneo. Il trofeo è andato al Difaâ El Jadida, che ha vinto la finale contro il Raja Casablanca ai calci di rigore, dopo lo 0-0 al fischio finale.

## Risultati

### Sedicesimi di finale
| Squadra 1            | Risultato          | Squadra 2           |
| -------------------- | ------------------ | ------------------- |
| 5 settembre 2013     |                    |                     |
| Union Aït Melloul    | 0 – 2              | Difaâ El Jadida     |
| 6 settembre 2013     |                    |                     |
| Kénitra              | 1 – 1 (3-4 d.c.r.) | Club de Kasr Lakbir |
| 7 settembre 2013     |                    |                     |
| Fath Nador           | 0 – 3              | FAR Rabat           |
| RS Settat            | 0 – 2              | Raja Casablanca     |
| Racing Casablanca    | 0 – 1              | Olympique Safi      |
| CRA                  | 1 – 2              | Moghreb Tétouan     |
| 8 settembre 2013     |                    |                     |
| Olympique Marrakech  | 0 – 1              | Ol. Khouribga       |
| Chabab Houara        | 0 – 1              | Hassania Agadir     |
| Ittihad Khemisset    | 0 – 2              | Wydad Fès           |
| CA Khénifra          | 1 – 0 (d.t.s.)     | Maghreb Fès         |
| Témara               | 0 – 0 (3-2 d.c.r.) | IR Tanger           |
| CODM Meknès          | 0 – 1              | RS Berkane          |
| FUS Rabat            | 1 – 1 (4-2 d.c.r.) | UTS Rabat           |
| Raja Beni Mellal     | 0 – 0 (5-3 d.c.r.) | Kawkab Marrakech    |
| Youssoufia Berrechid | 2 – 3 (d.t.s.)     | Wifaq Bouznika      |
| Wydad Casablanca     | 2 – 0              | TAS Casablanca      |

### Ottavi di finale
| Squadra 1           | Risultato          | Squadra 2        |
| ------------------- | ------------------ | ---------------- |
| 14 settembre 2013   |                    |                  |
| Difaâ El Jadida     | 2 – 0 (d.t.s.)     | FAR Rabat        |
| Témara              | 3 – 1              | Hassania Agadir  |
| Olympique Safi      | 2 – 1              | Wifaq Bouznika   |
| 15 settembre 2013   |                    |                  |
| RS Berkane          | 0 – 2              | Wydad Fès        |
| Club de Kasr Lakbir | 1 – 2              | Raja Beni Mellal |
| CA Khénifra         | 0 – 1 (d.t.s.)     | Wydad Casablanca |
| Ol. Khouribga       | 0 – 0 (2-4 d.c.r.) | Moghreb Tétouan  |
| 25 settembre 2013   |                    |                  |
| FUS Rabat           | 0 – 2              | Raja Casablanca  |

### Quarti di finale
| Squadra 1        | Risultato          | Squadra 2       |
| ---------------- | ------------------ | --------------- |
| 12 ottobre 2013  |                    |                 |
| Raja Beni Mellal | 1 – 0              | Wydad Fès       |
| 13 ottobre 2013  |                    |                 |
| Olympique Safi   | 1 – 0              | Moghreb Tétouan |
| Raja Casablanca  | 4 – 1              | Témara          |
| 14 ottobre 2013  |                    |                 |
| Wydad Casablanca | 1 – 1 (5-6 d.c.r.) | Difaâ El Jadida |

### Semifinali
| Squadra 1        | Risultato          | Squadra 2       |
| ---------------- | ------------------ | --------------- |
| 22 ottobre 2013  |                    |                 |
| Olympique Safi   | 0 – 1              | Raja Casablanca |
| Raja Beni Mellal | 2 – 2 (3-4 d.c.r.) | Difaâ El Jadida |

### Finale
| Squadra 1        | Risultato          | Squadra 2       |
| ---------------- | ------------------ | --------------- |
| 18 novembre 2013 |                    |                 |
| Raja Casablanca  | 0 – 0 (4-5 d.c.r.) | Difaâ El Jadida |